# MISSION ENGLISH
『MISSION ENGLISH』（ミッション イングリッシュ）は、BSフジで放送されたテレビドラマシリーズ。
『MISSION：ENGLISH〜英検大作戦』は、2013年4月7日から2014年3月23日まで毎週日曜日8:30 - 9:00に放送。
『MISSION ENGLISH SEASON 2』は、2014年4月6日から2015年3月22日まで毎週日曜日8:30 - 9:00に放送。

## 概要
SEASON 1
小学生が英検5級を身につけられるようにゲーム感覚で英語力を養う。
SEASON 2
小学生が英検4級を身につけられるようにゲーム感覚で英語力を養う。
番組途中に「ECC TV Committee」というコーナーがあり、ECC ジュニアに通う子供たちの様子をレポートする。SEASON 2ではキューティ（後述）がナレーションを担当している。

## あらすじ
SEASON 1
地球から遠く離れた「惑星シラバス」は、国王が病に伏したことから側近たちが政権を担うようになり王国崩壊の危機を迎えていた。その危機を救う英雄こそ王族の血をひく浅間健司であった。健司は赤ん坊の頃、政情不安に陥った王国から身を守るべく、地球に里子に出された「アーサー・マッケンジー」であった。
SEASON 2
健司が惑星シラバスに帰った後、マリとリサは地球にいると言われるもう一人の勇者、「城島賢司／ジョージ・マッケンジー」を探していた。しかし、手がかりが少なく、諦めかけていた二人の前に一人の少年が現れた。

## 登場人物

### 主人公
浅間健司（SEASON 1）〈小学4年生〉
演 - 藤本飛龍
正体は地球から遠く離れた惑星シラバスで生まれた「アーサー・マッケンジー」。
城島賢司（SEASON 2）〈小学5年生〉
演 - 大嶋康太
11年前、惑星シラバスの動乱の際に地球に避難してきた。本名「ジョージ・マッケンジー・ジュニア」。

### SEASON 1、2共通の登場人物
マリ・リヴィエール
演 - 河北麻友子
両親も銀河連邦のSPをつとめる才女。
SEASON 1では健司を惑星シラバスへ連れて帰るのが任務だったが、彼の英語力が足りないために教育係になった。普段は健司の従姉妹の女子大生ということで通している。
SEASON 2では浅間健司を無事に惑星シラバスへと帰還させた働きが認められ、続けて城島賢司を警護することになった。
大津理沙〈小学4年生→5年生〉
演 - 武田樹里絵
浅間健司の幼なじみ。
SEASON 2ではマリと共に城島賢司のサポートをしている。
浅間直美
演 - 小森琴世（20年前：大原ゆう）
健司を母親として育ててきた地球に住む銀河連邦の元職員。
浅間健壱
演 - 岸本光正（20年前：星村優）
健司を父親として育ててきた地球に住む銀河連邦渉外部職員。
イェンス・シュミット
演 - 鮎貝健
SEASON 1 ミッション18で理沙の家庭教師として登場したが、実はシラバスの革命軍戦士。シラバスが平和になったSEASON 2では再度地球に来て理沙の家庭教師をしている。
大津恵理
演 - 泉美樹里
理沙の母。
デイヴィッド・パッカード部長
演 - デーヴ・フロム
銀河連邦のマリの上司。

### SEASON 1
チェイサー
声- グレゴリー・ショーンほか
サイボーグ。健司の帰還を妨害するために送り込まれた追跡者。ミッション22にてある革命軍戦士の人格が移植されている事が明かされた。
スピーディ
マリが持ってきて浅間健司に与えた人工知能搭載型ブレスレット。後に、前国王、すなわち健司の父の人格が埋め込まれていることが判明する。

### SEASON 2
ファイター
声 - デーヴ・フロム
惑星ドグマからやって来る敵。地球の植民地化を狙っている。ミッション12で、城島賢司を鍛えて自分たちの支配者にしようと考えていることが判明する。
ドグマの君主
演 - ジェイ・ノイズ
惑星ドグマの支配者であり、地球にファイターを送り込んでいる。最終回で、マリが結婚してくれるのならファイターを送り込むのをやめると申し出たことが明らかになる。
藤間しえり〈小学5年生〉
演 - 山岡愛姫
城島賢司と大津理沙のクラスメートで新聞クラブ副部長。いつもスクープを狙っている。ストーリー後半では賢司、理沙と一緒にマリから英語を習うようになる。
木村弾〈小学6年生〉
演 - 芦澤春杜
英語がうまい6年生。賢司に英語の勝負を持ちかけてくる。
播磨憲司〈中学1年生〉
演 - 眞仁田竜也
城島賢司と同じナーサリーで育った幼なじみ。惑星シラバス生まれで本名は「ハリー・マッケンジー」。下の名前が同じなので、ナーサリーでは年上の播磨を大（だい）ちゃん、年下の城島を小（しょう）ちゃんと呼んでいた。
鈴木善也〈小学5年生〉
演 - 上條青波
城島賢司と大津理沙のクラスメート。
狩井浩二〈小学5年生〉
演 - 池端昂暉
城島賢司と大津理沙のクラスメート。
キューティ
声 - 岡村有里子
城島賢司の人工知能搭載型ブレスレット。賢司が地球に来た赤ちゃんの頃から教育任務を請け負っている。賢司のことを「ぼっちゃん」と呼ぶ。

## スタッフ
- 企画 - 伊藤幸弘（BSフジ）
- 脚本 - 伊藤仟夜里
- 演出 - 伊藤仟夜里
- ナレーション - デーヴ・フロム
- プロデューサー - 伊藤幸弘（BSフジ）、桑原潔
- 制作 - BSフジ、共同テレビ

## 放送日程

### SEASON 1（2013年 - 2014年）
| 話数         | 放送日         | サブタイトル                           |
| ------------ | -------------- | -------------------------------------- |
| ミッション1  | 2013年04月07日 | 戦え！10歳の勇者〜Be動詞肯定文         |
| ミッション2  | 4月21日        | 勇者の大特訓〜Be動詞疑問文             |
| ミッション3  | 5月05日        | 戦場は遊園地〜所有格とwhere            |
| ミッション4  | 5月19日        | マリの秘密〜一般動詞                   |
| ミッション5  | 6月02日        | 新たなチェイサー〜三人称単数のS        |
| ミッション6  | 6月16日        | 父の教え、リサの夢〜What & How many    |
| ミッション7  | 6月30日        | 仕組まれたワナ〜命令形〜               |
| ミッション8  | 7月14日        | ケンジのモテキ〜否定命令形〜           |
| ミッション9  | 7月28日        | Special Edition                        |
| ミッション10 | 8月11日        | スピーディも夏休み？〜can & 前置詞〜   |
| ミッション11 | 8月25日        | 友情のはじまり〜can疑問文〜            |
| ミッション12 | 9月08日        | 命がけのバトル（前編）〜進行形“ing”〜  |
| ミッション13 | 9月22日        | 命がけのバトル（後編）〜疑問視疑問文〜 |
| ミッション14 | 10月06日       | 決戦は日曜日〜総復習〜                 |
| ミッション15 | 10月20日       | 英語で遊ぼう〜which & how〜            |
| ミッション16 | 11月03日       | あきらめない心〜time〜                 |
| ミッション17 | 11月17日       | ライバル登場？〜There is/are〜         |
| ミッション18 | 12月01日       | リサの家庭教師〜副詞〜                 |
| ミッション19 | 12月15日       | お父さんが火事？〜have〜               |
| ミッション20 | 12月29日       | ひみつ〜why & who〜                    |
| ミッション21 | 2014年01月12日 | 心のいたみ〜numbers〜                  |
| ミッション22 | 1月26日        | おさななじみ〜熟語〜                   |
| ミッション23 | 2月09日        | ぼくたちの未来〜動詞〜                 |
| ミッション24 | 2月23日        | 最後の1日〜過去問1〜                   |
| ミッション25 | 3月09日        | 最後の1日〜過去問2〜                   |
| ミッション26 | 3月23日        | 最後の1日〜過去問3〜                   |

### SEASON 2（2014年 - 2015年）
| 話数                           | 放送日         | サブタイトル                                  |
| ------------------------------ | -------------- | --------------------------------------------- |
| ミッション1                    | 2014年04月06日 | 2人目の勇者〜動詞過去形（肯定文）〜           |
| ミッション2                    | 4月20日        | 新しい家庭〜動詞過去形（否定 / 疑問）         |
| ミッション3                    | 5月04日        | 友だち〜過去形疑問詞〜                        |
| ミッション4                    | 5月18日        | 味方〜過去進行形＋when〜                      |
| ミッション5                    | 6月01日        | ほどける心〜be動詞過去形1〜                   |
| ミッション6                    | 6月15日        | スクープ！〜be動詞過去形2〜                   |
| ミッション7                    | 6月29日        | 就職活動〜be going to〜                       |
| ミッション8                    | 7月13日        | 良い子の友達〜will〜                          |
| ミッション9                    | 7月27日        | 勇者の素質〜have to〜                         |
| ミッション10                   | 8月10日        | おねがい〜 have to & must〜                   |
| ミッション11                   | 8月24日        | 敵地〜助動詞 1〜                              |
| ミッション12                   | 9月07日        | 花束〜助動詞 2〜                              |
| Special Edition                | 9月21日        | ミッション1〜ミッション12までのダイジェスト版 |
| ミッション13                   | 10月05日       | 勇者は傷だらけ〜不定詞 1〜                    |
| ミッション14                   | 10月19日       | カードバトル！〜不定詞 2〜                    |
| ミッション15                   | 11月02日       | 1人じゃない〜復習1〜                          |
| ミッション16                   | 11月16日       | 独りじゃない〜復習2〜                         |
| ミッション17                   | 11月30日       | 3人目の勇者〜動名詞〜                         |
| ミッション18                   | 12月14日       | 男の勝負〜比較級〜                            |
| ミッション19                   | 12月28日       | わかりあえない〜 最上級& as〜as 〜            |
| ミッション20                   | 2015年01月11日 | わかってあげたい〜文法 1〜                    |
| ミッション21                   | 1月25日        | 残された時間〜文法 2〜                        |
| ミッション22                   | 2月08日        | ラストバトル〜総復習〜                        |
| ミッション23 THE FINAL MISSION | 2月22日        | You'll never walk alone                       |
| Special Edition 前編           | 3月08日        | 特別編Part1                                   |
| Special Edition 後編           | 3月22日        | 特別編Part2                                   |